# Дэн Снайдер Мемориал Трофи
«Дэн Снайдер Мемориал Трофи» (англ. Dan Snyder Memorial Trophy) — приз, ежегодно вручаемый игроку Хоккейной лиги Онтарио, проявившему себя в общественной и благотворительной деятельности. Каждый год лига награждает игрока, который продемонстрировал выдающиеся качества, как положительный образец для подражания в обществе.
До 2003 года трофей назывался «Благотворитель года OHL» (OHL Humanitarian of the Year Award), пока не был переименован в честь Дэна Снайдера, погибшего в автокатастрофе 29 сентября.

## Победители
Выделены игроки, также получавшие в этом сезоне трофей «Благотворитель года CHL».
- 2023/24 — Мейсон Ваккари, Кингстон Фронтенакс
- 2022/23 — Далин Уэйкли, Норт-Бей Батталион
- 2021/22 — Марк Вулли, Оуэн-Саунд Аттак
- 2020/21 — Сезон был отменён из-за пандемии коронавируса
- 2019/20 — Джейкоб Ингэм, Китченер Рейнджерс
- 2018/19 — Николас Канаде, Миссиссога Стилхедс
- 2017/18 — Гарретт МакФадден, Гелф Шторм
- 2016/17 — Гарретт МакФадден, Гелф Шторм
- 2015/16 — Уилл Петшениг, Сагино Спирит
- 2014/15 — Ник Пол, Норт-Бей Батталион
- 2013/14 — Скотт Симондс, Бельвиль Буллз
- 2012/13 — Бен Фанелли, Китченер Рейнджерс
- 2011/12 — Эндрю Д’Агостини, Питерборо Питс
- 2010/11 — Джэк Уолчессен, Питерборо Питс
- 2009/10 — Райан Хайес, Плимут Уэйлерз
- 2008/09 — Крис Терри, Плимут Уэйлерз
- 2007/08 — Питер Стивенс, Кингстон Фронтенакс
- 2006/07 — Эндрю Гиббонс, Бельвиль Буллз
- 2005/06 — Майк Ангелидис, Оуэн-Саунд Аттак
- 2004/05 — Джефф МакДугалд, Питерборо Питс
- 2003/04 — Крис Камполи, Эри Оттерз
- 2002/03 — Мишель Моле, Бельвиль Буллз
- 2001/02 — Дэвид Сильверстоун, Бельвиль Буллз
- 2000/01 — Джоуи Салливан, Эри Оттерз
- 1999/00 — Дэн Тессье, Оттава Сиксти Севенс
- 1998/99 — Райан МакКи, Садбери Вулвз
- 1997/98 — Джейсон Меткалф, Лондон Найтс
- 1996/97 — Майк Мэртоун, Питерборо Питс
- 1995/96 — Крэйг Миллз, Бельвиль Буллз
- 1994/95 — Брэд Браун, Норт-Бэй Сентенниалс
- 1993/94 — Брент Талли, Питерборо Питс
- 1992/93 — Кели Корпсе, Кингстон Фронтенакс